# Olapa sobo
Olapa sobo är en fjärilsart som beskrevs av Collenette 1960. Olapa sobo ingår i släktet Olapa och familjen tofsspinnare. Inga underarter finns listade i Catalogue of Life.